# آرنو لسکور
آرنو لسکور (انگلیسی: Arnaud Lescure؛ زادهٔ ۱۳ فوریهٔ ۱۹۸۶) بازیکن فوتبال اهل فرانسه است.
از باشگاه‌هایی که در آن بازی کرده‌است می‌توان به باشگاه فوتبال موناکو اشاره کرد.